# MotoGP 08
MotoGP 08 ist das offizielle Computerspiel zur MotoGP-Saison 2008.

## Features
- Alle Fahrer, Strecken, Motorräder, Teams und Klassen (125 cm³, 250 cm³, MotoGP) der MotoGP-Saison 2008

## Spielmodi

### Karrieremodus
Hierbei wählt der Spieler anfangs aus vier verschiedenen Teams in der untersten Klasse der Motorrad-WM, der 125 cm³-Klasse, eines aus, für welches er die Saison bestreitet. Je nachdem, vie viele Karrierepunkte man erringen kann, desto mehr Motorrad-Upgrades stehen ihm zur Verfügung und desto mehr Teams kann er freischalten.
Innerhalb von 5 Jahren kann man sich so nach und nach von der untersten Klasse (125 cm³) in die "Königsklasse", die MotoGP, vorarbeiten.

### Meisterschaftsmodus
Hier wählt man einen existierenden Fahrer aus der Saison 2008, um mit ihm eine Saison zu bestreiten. Es ist dabei egal, in welcher Klasse der Fahrer fährt.

### Herausforderungen
Hier muss man verschiedene Aufgaben bestehen, um exklusive Bilder der Fahrer freizuschalten, mit denen man die Aufgabe bestreitet.

### Weitere Modi
- Schnelles Rennen
- Zeit-Rennen
- Mehrspielermodus

## Rezeption
- www.4Players.de: PC-Wertung: 78 Punkte; Xbox-Wertung: 78 Punkte; PS3-Wertung: 76 Punkte[1]